# Yüksel Alkan
Yüksel Alkan, né le 1er janvier 1931, est un ancien joueur turc de basket-ball.